# Sonnenberg
Sonnenberg è un comune di 820 abitanti del Brandeburgo, in Germania.

Appartiene al circondario dell'Oberhavel ed è parte dell'Amt Gransee und Gemeinden.

## Geografia antropica

### Suddivisioni amministrative
Il territorio comunale si divide in 5 zone (Ortsteil), corrispondenti al centro abitato di Sonnenberg e a 4 frazioni:
- Sonnenberg (centro abitato)
- Baumgarten
- Rauschendorf
- Rönnebeck
- Schulzendorf

## Società

### Evoluzione demografica
| Anno | Abitanti |
| ---- | -------- |
| 1875 | 1 571    |
| 1890 | 1 510    |
| 1910 | 1 306    |
| 1925 | 1 381    |
| 1933 | 1 327    |
| 1939 | 1 237    |
| 1946 | 2 310    |
| 1950 | 2 035    |
| 1964 | 1 532    |
| 1971 | 1 508    |
| 1981 | 1 243    |

| Anno | Abitanti |
| ---- | -------- |
| 1985 | 1 189    |
| 1989 | 1 066    |
| 1990 | 1 053    |
| 1991 | 1 044    |
| 1992 | 1 034    |
| 1993 | 1 024    |
| 1994 | 1 017    |
| 1995 | 989      |
| 1996 | 1 004    |
| 1997 | 977      |

| Anno | Abitanti |
| ---- | -------- |
| 1998 | 960      |
| 1999 | 973      |
| 2000 | 974      |
| 2001 | 960      |
| 2002 | 953      |
| 2003 | 938      |
| 2004 | 934      |
| 2005 | 921      |
| 2006 | 904      |
| 2007 | 911      |

| Anno | Abitanti |
| ---- | -------- |
| 2008 | 890      |
| 2009 | 891      |
| 2010 | 888      |
| 2011 | 855      |
| 2012 | 855      |
| 2013 | 841      |
| 2014 | 828      |
| 2015 | 823      |
| 2016 | 814      |
| 2017 | 825      |

| Anno | Abitanti |
| ---- | -------- |
| 2018 | 835      |
| 2019 | 831      |
| 2020 | 845      |

Fonti dei dati sono nel dettaglio nelle Wikimedia Commons..